# 맛을 보여드립니다 (영화)
《맛을 보여드립니다》(영어: Woman on Top)는 피나 토레스가 감독을 맡은 2000년 판타지 로맨틱 코미디 영화이다. 브라질 사우바도르와 미국 샌프란시스코를 무대로 삼았다. 2000년 제53회 칸 영화제에서 주목할 만한 시선작으로 선정, 상영되었다.

## 출연진
- 페넬로페 크루스 - 이자벨라 올리베이라 역
- 무릴루 베니시우 - 토니뉴 올리베이라 역
- 해럴드 페리노 - 모니카 존스 역
- 마크 포이어스틴 - 클리프 로이드 역
- 존 더랜시 - 앨릭스 리브스 역
- 바그네르 모라 - 하피 역
- 아나 개스타이어 - 클로디아 헌터 역
- 앤 램지 - 텔레비전 감독 역